# Der Tiger oder Was Frauen lieben!
Der Tiger oder Was Frauen lieben! ist eine deutsche Tragikomödie von Niki Stein aus dem Jahr 2009.

## Handlung
Cheflektor Franz bekommt von seiner Ehefrau Simone gebeichtet, dass sie eine Affäre mit einem anderen Mann hatte. Er ist erschüttert und will unbedingt wissen, wer ihr Liebhaber war. Kurz darauf stirbt seine Frau und auf deren Beerdigung taucht ein ihm fremder Mann in Begleitung von zwei Leibwächtern auf. Der Mann legt am Grab einen Kranz mit der Widmung „In Liebe, Dein Tiger“ nieder. Franz wird hellhörig und glaubt, nun den Mann gefunden zu haben, mit dem seine verstorbene Frau ihn betrogen hat. Er folgt ihm und findet heraus, dass es sich um den als „Tiger“ stadtbekannten Zuhälter handelt, der ein Anwesen in Andalusien hat. Der betrogene Ehemann verfolgt ihn dorthin und stellt ihn zur Rede.

## Hintergrund
Der Tiger oder Was Frauen lieben! wurde vom 15. März 2008 bis zum 25. April 2008 in Frankfurt am Main und in Spanien gedreht. Produziert wurde der Film von Lookout Film & Tv für den Hessischen Rundfunk.

## Kritik
Die Kritiker der Fernsehzeitschrift TV Spielfilm zeigten mit dem Daumen nach oben und vergaben für Humor zwei, für Action, Spannung und Erotik je einen von drei möglichen Punkten. Sie kommentierten den Film mit den Worten: „Es beginnt als Klamotte, wird zum Drama und endet als Klamotte. Das ist teils pietätlos, öfter aber witzig – Letzteres vor allem dank des launigen Spiels von Knaup und Becker.“ Das Fazit lautet daher: „Ganz was Neues: ein Tragiklamauk“.